# När morgonstjärnan brinner
När morgonstjärnan brinner, skriven av Bobby Ljunggren, Håkan Almqvist och Ingela "Pling" Forsman, är en sång som Cyndee Peters framförde då bidraget slutade på tredje plats i den svenska Melodifestivalen 1987.
Melodin testades på Svensktoppen, där den låg i tre veckor under perioden 5-19 april 1987, med sjätteplats som högsta placering där .